# August Stwrtnik
August svobodný pán Stwrtnik (uváděn též jako Štvrtnik) (německy Augustin Freiherr von Stwrtnik) (14. září 1790 Praha – 9. prosince 1869 Radkersburg) byl rakouský generál. V rakouské armádě sloužil již od napoleonských válek, později se věnoval zdokonalování dělostřelectva a postupoval v hodnostech. Jako vojevůdce se prosadil v revolučních letech 1848–1849, v několika bitvách v Itálii se vyznamenal jako velitel dělostřelectva, rychle postupoval v hodnostech (generálmajor 1848, polní podmaršálek 1850) a stal se nositelem prestižního Řádu Marie Terezie. Vojenskou kariéru završil jako vrchní velitel dělostřelectva rakouské armády v Lombardii (1850–1859).

## Životopis

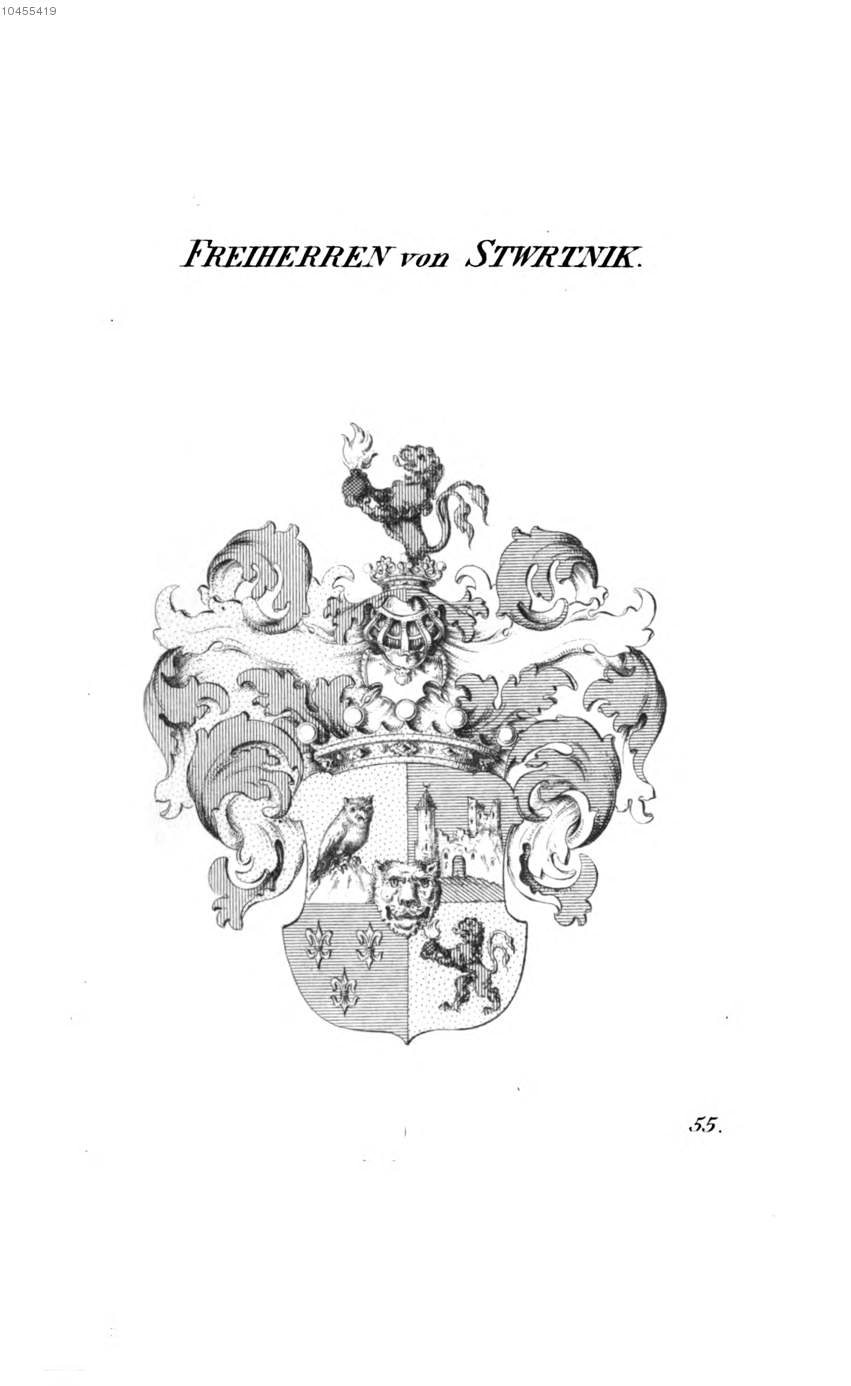
Erb rodu Stwrtniků

Narodil se v Praze jako nejstarší syn generála Augusta Stwrtnika (1755–1841) a jeho manželky Kateřiny, rozené baronky Häringové (1766–1819). Po matce byl vnukem polního zbrojmistra barona Ferdinanda Häringa (1732–1822) a synovcem generála Josefa Smoly. Po otcově vzoru vstoupil již ve čtrnácti letech do armády a v roce 1805 se jako dobrovolník u dělostřelectva zúčastnil třetí koaliční války. V dalším válečném tažení roku 1809 se vyznamenal statečností (bitva u Aspern) a byl povýšen na poručíka. Po napoleonských válkách se věnoval zdokonalování dělostřelectva a ve službě u různých posádek postupoval v hodnostech (major 1834, plukovník 1842). Řadu let strávil v Itálii, jako plukovník byl náčelníkem štábu 4. dělostřeleckého pluku ve Štýrském Hradci.
V roce 1848 byl povýšen na generálmajora a v revolučních letech 1848-1849 se vyznamenal v Itálii pod velením maršála Radeckého. V červnu jako velitel dělostřelectva ve sboru maršála Nugenta přispěl k dobytí Vicenzy. Osobním nasazením vynikl v bitvě u Custozzy (1848), v následujícím roce se znovu vyznamenal v bitva u Novary a ve svých hlášeních se o něm pochvalně zmínil maršál Radecký. Za zásluhy byl v roce 1849 dekorován prestižním Řádem Marie Terezie. V roce 1850 získal hodnost polního podmaršála a poté byl velitelem dělostřelectva u 2. armády v Lombardii se sídlem v Benátkách. Vojenského tažení se naposledy zúčastnil aktivně během války se Sardinií, kdy v bitvě u Magenty (1859) opět převzal velení dělostřelectva. I když bitvu a celou válku Rakousko prohrálo, Stwrtnik získal další ocenění. K datu 30. srpna 1859 byl penzionován. Na penzi pobýval střídavě ve Štýrském Hradci a v Radkersburgu, kde také zemřel. Pohřben byl ve Štýrském Hradci v rodové hrobce, kde spolu s ním spinkají i další členové rodiny.

### Tituly a ocenění
Od roku 1814 byl spolu s otcem uživatelem titulu svobodného pána. Během vojenské služby obdržel řadu vyznamenání, kromě zmíněného Řádu Marie Terezie získal za své aktivity v letech 1848–1849 rytířský kříž Leopoldova řádu s válečnou dekorací (1848) a Řád železné koruny III. třídy (1849), dále byl držitelem Vojenského záslužného kříže s válečnou dekorací (1849). Díky dlouholetému pobytu v Itálii byl také nositelem velkokříže papežského Řádu sv. Řehoře Velikého (1849) a velkokříže toskánského Řádu sv. Josefa (1855). Od roku 1854 byl čestným majitelem dělostřeleckého pluku č. 5. Po odchodu do výslužby byl jmenován c. k. tajným radou s nárokem na oslovení Excelence (1859). Za svou poslední aktivní službu v bitvě u Magenty obdržel v roce 1859 také Řád železné koruny I. třídy. Na penzi pobýval střídavě ve Štýrském Hradci a v Radkersburgu, kde také zemřel. Pohřben byl ve Štýrském Hradci v rodové hrobce, kde spolu s ním spinkají i další členové rodiny.
V roce 1815 se v Praze oženil s Josefínou Slavíkovou (1795–1857), dcerou pražského měšťana Leopolda Ondřeje Slavíka. Z manželství se narodilo šest dětí, synové August (1818–1854), Adolf (1825–1882) a Leopold (1828–1879) sloužili v armádě. Z potomstva byla nejstarší dcera Augusta (1816–1887), provdaná za barona Karla Hohenbühela (1806–1881), prezidenta zemského soudu v Tridentu.
Jeho bratranci byli Josef Smola (1805–1856) a Karel Smola (1802–1862), kteří také sloužili v armádě a dosáhli generálských hodností.